# Reginald White
Reginald White, född den 28 oktober 1935 i Brightlingsea och död 27 maj 2010 i Brightlingsea, är en brittisk seglare.
Han tog OS-guld i tornado i samband med de olympiska seglingstävlingarna 1976 i Montréal.